# 委內瑞拉共產黨
委內瑞拉共產黨（西班牙語：Partido Comunista de Venezuela，缩写为PCV）是委內瑞拉的一个共產主義政黨，是委內瑞拉現存政黨中歷史最为悠久的一個。目前，該黨反对尼古拉斯·马杜罗政权。

## 歷史
1931年3月5日，委内瑞拉共产党在胡安·比森特·戈麦斯的军事独裁统治下秘密成立。1940年代，因受白劳德主义的影響一度分裂。1950年代，在反對獨裁統治的鬥爭中，力量有很大發展。1958年，參加並領導反對马科斯·佩雷斯·希门尼斯獨裁政府的人民起義；起义勝利後，參加大選，在參議院和眾議院分別獲得2個和7個席位。受古巴革命影响，于1962年创建游击队民族解放武装力量。因進行武裝鬥爭，遭到政府鎮壓，力量受到削弱並被迫轉入地下。1965年起，逐步停止武裝鬥爭。1969年，恢復合法地位。它認為委內瑞拉是資本主義國家，但又對帝國主義有依賴性，革命的任務是實現民族解放，並向社會主義過渡；主張徹底改組國家經濟，對石油、鐵礦等部門國有化。1980年8月，该党“六大”通過新的黨綱，呼籲民主力量聯合起來，建立一個爭取民族解放的政府。在國際上，反對帝國主義，主張緩和國際緊張局勢。该党曾得到苏联共产党的大力支持。該黨發生过多次分裂：1966年4月，主張武裝鬥爭的一派分裂出去，另建委内瑞拉革命党；1970年12月，原中央書記庞佩约·马克斯等22名中央委員因反對華約入侵捷克斯洛伐克而退党，并於次年另建爭取社會主義運動；1974年5月，又有一部分人分裂出去，另建共產主義統一先鋒黨。幾經分裂，该黨的力量严重削弱，1963年前，该党有党员3萬人，分裂后仅剩几千人。
1998年，委内瑞拉共产党召开“十大”，决定支持乌戈·查韦斯竞选总统。后来，查韦斯当选总统，该党也支持他实行玻利瓦尔革命。但该党拒绝并入查韦斯领导的委内瑞拉统一社会主义党，也不承认查韦斯提出的“21世纪社会主义”是“科学社会主义”。该党的政治路线一直很明确，称该党不是查韦斯主义者，并公开承认委内瑞拉没有社会主义，只有食利资本主义。2020年，该党停止支持查韦斯的继任者尼古拉斯·马杜罗，并离开执政联盟西蒙·玻利瓦尔大爱国极点，另外组建政党联盟人民革命替代。2023年8月，委内瑞拉最高法院“干预”（委内瑞拉当局通过司法机构干预异议查韦斯主义政党和传统反对派政党的领导机构组成的备受争议的制度）委内瑞拉共产党的领导机构，并任命亨利·帕拉为主席，西克斯托·罗德里格斯为总书记，声称是为了该党的“民主化”，帕拉和罗德里格斯都与执政的委内瑞拉统一社会主义党有联系。